# Gladys Raknerud
Gladys Florence White Nilssen Raknerud , född 26 juni 1912 i Aker, död 28 januari 1997 i Oslo, var en norsk målare.
Hon var dotter till direktören Olav Nilssen och Florence Martha White samt gift första gången 1940-1945 med journalisten Odd-Stein Anderssen och andra gången från 1948 med pianisten Amund Raknerud samt mor till författaren Nils Amund Raknerud. Med en norsk far och en brittisk mor kom hon att växa upp omväxlande i Oslo och Chertsey utanför London. Hon utbildade sig till dekoratör i Hamburg 1936 som följdes av studier till inredningsarkitekt i Köpenhamn 1938. Hon studerade konst för Per Krohg och Thorbjørn Lie-Jørgensen vid Statens håndverks- og kunstindustriskole 1939–1940 och för Axel Revold vid Statens Kunstakademi 1940 samt vid Det illegale akademi 1941–1943. I början av 1970-talet studerade hon grafiska tekniker på Hammersmith College of Arts] och Sir John Cass School of Arts & Technology i London.
Hon debuterade i Statens Kunstutstilling 1946 och kom att medverka där 22 gånger. Hon medverkade ett flertal gånger i utställningar arrangerade av Unge Kunstneres Samfund i Oslo och Oslo Kunstforening. Hon var representerad i internationella utställningar i Stockholm, Köpenhamn, Rostock, Vancouver och New York. Separat ställde hon bland annat ut i Kristiansand, Bergen, Ålesund och Oslo. En retrospektiv utställning med hennes konst visades i Eidsvoll och Oslo 1996.
Hon målade landskap, bland annat Fra Askerøya (1956, Nasjonalmuseet i Oslo), och särskilt figurer i rum i en säker komposition med kylig, fint avstämd kolorit. Dessutom arbetade hon med dekorativa reliefer utförda i mässing. I en mer abstraherad stil utförde hon 1967–1968 en glasmosaik i fyra delar till Det Norske Radiumhospital i Oslo samt en större utsmykning för Alta videregående skole. 
Raknerud är representerad vid bland annat Nasjonalmuseet, Kongsvinger kommun och Utsmykningsfondet/KORO.